# ملیتین
ملیتین (به انگلیسی: Melittin) با فرمول شیمیایی C۱۳۱H۲۲۹N۳۹O۳۱ یک ترکیب شیمیایی با شناسه پاب‌کم ۱۶۱۲۹۶۲۷ است. که جرم مولی آن ۲۸۴۶٫۴۶۲۶۶ g/mol می‌باشد. 